# 莱尼蕨
萊尼蕨（學名：Rhynia），又名雷尼蕨、賴尼蕨，是一屬已滅絕的原始陸生維管植物，是在約四億年前的泥盆紀地層中所發現的一種化石蕨類。科學家認為它們是原始的蕨類，只有莖，而沒有根與葉，高度大約30公分。而且它們的化石證據比起其他原始蕨類更為完整。
由於松葉蕨的外型和莱尼蕨很像，一度曾被以為兩者有親密的血緣關係，但後來經研究證實並非如此，松葉蕨簡單的外型其實是退化的結果。但松葉蕨在所有現生的蕨類中仍是屬於較原始的類群。松葉蕨主要分佈在低海拔天然林，喜好潮濕溫暖的環境。除了筆筒樹的樹幹上外，偶爾在水溝石縫中，甚至花盆等人工環境也可能出現。

## 外部連結
- 台灣元氣村 （页面存档备份，存于）
- 台北植物園學習資源網

1. ↑  .   [2018-06-29]. （原始内容存档于2018-06-29） （英语）.
2. ↑  Kenrick, P.; Crane, P.R. . Washington & London: Smithsonian Institution Press. 1997. ISBN 978-1-56098-729-1. Fig. 4.8, p. 101.